# Villemoisan
Villemoisan – miejscowość i dawna gmina we Francji, w regionie Kraj Loary, w departamencie Maine i Loara. W 2013 roku jej populacja wynosiła 648 mieszkańców. 
W dniu 15 grudnia 2016 roku z połączenia trzech ówczesnych gmin – La Cornuaille, Le Louroux-Béconnais oraz Villemoisan – utworzono nową gminę Val-d’Erdre-Auxence. Siedzibą gminy została miejscowość Le Louroux-Béconnais. 